# Llista de transformades relacionades amb Fourier

Una transformada de Fourier i 3 variacions causades pel mostreig periòdic (a l'interval T) i/o la suma periòdica (a l'interval P) de la funció de domini temporal subjacent.

Aquesta és una llista de transformacions lineals de funcions relacionades amb l'anàlisi de Fourier. Aquestes transformacions mapegen una funció a un conjunt de coeficients de funcions base, on les funcions base són sinusoïdals i, per tant, estan fortament localitzades en l'espectre de freqüència. (Aquestes transformacions generalment estan dissenyades per ser invertibles). En el cas de la transformada de Fourier, cada funció de base correspon a un sol component de freqüència.

## Transformades contínues
Aplicades a funcions d'arguments continus, les transformacions relacionades amb Fourier inclouen:
- Transformada de Laplace a dues cares.
- Transformada de Mellin, una altra transformada integral estretament relacionada.
- Transformada de Laplace.
- Transformada de Fourier, amb casos especials:[2]
  - Sèrie de Fourier
    - Quan la funció/forma d'ona d'entrada és periòdica, la sortida de la transformada de Fourier és una funció pinta de Dirac, modulada per una seqüència discreta de coeficients de valors finits que en general tenen valors complexos. Aquests s'anomenen coeficients de la sèrie de Fourier. El terme sèrie de Fourier en realitat fa referència a la transformada de Fourier inversa, que és una suma de sinusoides a freqüències discretes, ponderades pels coeficients de la sèrie de Fourier.
    - Quan la part diferent de zero de la funció d'entrada té una durada finita, la transformada de Fourier és contínua i de valors finits. Però un subconjunt discret dels seus valors és suficient per reconstruir/representar la part que es va analitzar. El mateix conjunt discret s'obté tractant la durada del segment com un període d'una funció periòdica i calculant els coeficients de la sèrie de Fourier.

  - Transformades sinus i cosinus: quan la funció d'entrada té simetria parell o senar al voltant de l'origen, la transformada de Fourier es redueix a una transformada sinus o cosinus.
- Transformació de Hartley.
- Transformada de Fourier a curt termini (o transformada de Fourier a curt termini) (STFT).
  - Transformada de Fourier de curt temps de màscara rectangular.
- Chirplet transformada.
- Transformada de Fourier fraccional (FRFT).
- Transformada de Hankel: relacionada amb la transformada de Fourier de les funcions radials.
- Transformada de Fourier-Bros-Iagolnitzer.
- Transformada canònica lineal.

## Transformades discretes
Per a l'ús en ordinadors, teoria de nombres i àlgebra, els arguments discrets (per exemple, les funcions d'una sèrie de mostres discretes) són sovint més adequats i són manejats per les transformacions (anàlegs als casos continus anteriors):
- Transformada de Fourier en temps discret (DTFT): equivalent a la transformada de Fourier d'una funció "continua" que es construeix a partir de la funció d'entrada discreta utilitzant els valors de mostra per modular una pinta de Dirac. Quan els valors mostrals es deriven mostrant una funció a la línia real, ƒ( x ), la DTFT és equivalent a una suma periòdica de la transformada de Fourier de ƒ. La sortida DTFT és sempre periòdica (cíclica). Un punt de vista alternatiu és que la DTFT és una transformació a un domini de freqüència que està acotat (o finit ), la durada d'un cicle.
  - Transformada de Fourier discreta (DFT):
    - Quan la seqüència d'entrada és periòdica, la sortida DTFT és també una funció de pinta de Dirac, modulada pels coeficients d'una sèrie de Fourier que es pot calcular com a DFT d'un cicle de la seqüència d'entrada. El nombre de valors discrets en un cicle de la DFT és el mateix que en un cicle de la seqüència d'entrada.
    - Quan la part diferent de zero de la seqüència d'entrada té una durada finita, la DTFT és contínua i de valors finits. Però un subconjunt discret dels seus valors és suficient per reconstruir/representar la part que es va analitzar. El mateix conjunt discret s'obté tractant la durada del segment com un cicle d'una funció periòdica i calculant la DFT .

  - Transformades discretes de sinus i cosinus: quan la seqüència d'entrada té una simetria imparell o parell al voltant de l'origen, la DTFT es redueix a una transformada sinusoïdal discreta (DST) o transformada de cosinus discreta (DCT).[3]
    - Sèrie de Fourier discreta regressiva, en què el període està determinat per les dades en lloc de fixat per endavant.

  - Transformades discretes de Txebixov (a la graella "arrels" i la graella "extrema" dels polinomis de Txebixov del primer tipus). Aquesta transformació té molta importància en el camp dels mètodes espectrals per resoldre equacions diferencials perquè es pot utilitzar per passar de manera ràpida i eficient dels valors de punts de la quadrícula als coeficients de la sèrie de Txebixov.
- DFT generalitzat (GDFT), una generalització de la DFT i les transformacions de mòdul constant on les funcions de fase poden ser lineals amb pendents de valors enters i reals, o fins i tot fase no lineal, aportant flexibilitats per a dissenys òptims de diverses mètriques, per exemple, automàtiques i creuades. correlacions.
- La transformada de Fourier d'espai discret (DSFT) és la generalització de la DTFT de senyals 1D a senyals 2D. S'anomena "espai discret" en lloc de "temps discret" perquè l'aplicació més freqüent és la imatge i el processament d'imatges on els arguments de la funció d'entrada són mostres de coordenades espacials igualment espaciades. . La sortida DSFT és periòdica en ambdues variables.
- Z-transform, una generalització de la DTFT a tot el pla complex.
- Transformada de cosinus discret modificada (MDCT).
- Transformada de Hartley discreta (DHT).
- També el STFT discretitzat (vegeu més amunt).
- Transformada de Hadamard (funció de Walsh).
- Transformada de Fourier en grups finits.
- Transformada de Fourier discreta (general).

L'ús de totes aquestes transformacions es veu molt facilitat per l'existència d'algorismes eficients basats en una transformada ràpida de Fourier (FFT). El teorema de mostreig de Nyquist–Shannon és fonamental per entendre la sortida d'aquestes transformacions discretes.